# TTT Merelbeke
TTT Merelbeke was een Belgische voetbalclub uit Merelbeke. De club sloot in mei 1949 aan bij de KBVB met stamnummer 5203 met blauw en wit als clubkleuren.

## Geschiedenis
De club speelde het eerste seizoen in Vierde Gewestelijke, maar ondanks een laatste plaats werd dat door een herschikking van de reeksen in 1950-1951 Derde Gewestelijke, waar een plaats in de middenmoot werd behaald.
Dat zou de plaats zijn die de club ook in de volgende seizoenen zou behalen in Derde Gewestelijke en vanaf 1952 Derde Provinciale.
In juli 1954 nam de club ontslag uit de KBVB.
Het stamnummer werd in 1997 aan FC Iovine uit Binche gegeven. In die periode gaf de KBVB oude stamnummers aan nieuwe, vooral corporatieve clubs.